# Cauverville-en-Roumois
Cauverville-en-Roumois é uma comuna francesa na região administrativa da Normandia, no departamento de Eure. Estende-se por uma área de 3,22 km². Em 2010 a comuna tinha 217 habitantes (densidade: 67,4 hab./km²).